# Damagetus (dichter)
Damagetus (Grieks: Δαμάγητος Dāmágētos) was een Griekse epigrammenschrijver van wie dertien of elf epigrammen in de Griekse Anthologie zijn overgeleverd. Tien hiervan zijn opgenomen in de Palatijnse Anthologie (nr. VI 277, VII 9, 231, 355, 432, 438, 497, 540, 541, 735) en één in de Planudische Anthologie (nr. 1.95). Uit hun inhoud blijkt dat ze aan het einde van de 3e eeuw v. Chr. geschreven werden. De epigrammen van Damagetus komen ook voor in de Stephanus van Meleager, een eerdere anthologie. Stephanus van Byzantium vermeldt een gelijknamige auteur — in zijn Ionisch-Attische vorm Δημάγητος (Dēmágētos) — maar het is niet zeker of dit dezelfde persoon is.
- Bibsys: 95001176
- Gemeinsame Normdatei: 102389780
- Nederlandse Thesaurus van Auteursnamen: 069899703
- Virtual International Authority File: 546149294303180521440